# Виа Тибуртина
Виа Тибуртина (на латински: Via Tiburtina) е древен път в Италия, водещ от Рим до Тибур (изток-североизток). Построен е от консула Марк Валерий Максим Поцит около 286 пр.н.е. По-късно е продължен през териториите на марсите и еквите до Абруцо, като името на пътя се променя на Via Tiburtina Valeria. Общата му дължина е около 200 км от Рим до Атернум (сегашен Пескара).